# Франсоа Нурисие
Франсоа Нурисие (на френски: François Nourissier) е френски журналист, литературен критик и писател на произведения в жанра драма и мемоари.

## Биография и творчество
Франсоа Нурисие е роден на 18 май 1927 г. в Париж, Франция, в католическо семейство. Когато е 8-годишен баща му умира докато заедно гледат кино. Учи в различни частни колежи, а след това в лицеи „Сен Луи“ и „Луи льо-Гран“. През 1945 г. той е един от доброволците, които в хотел „Лутетия“ посрещат депортираните, които се завръщат от лагерите. В периода 1949 – 1952 г. работи по установяването на разселените лица и едновременно продължава висшето си образование в института „Science Po“.
След дипломирането си работи в издателската дейност: в периода 1952 – 1955 г. е главен секретар на издателство „Дьоноел“, в периода 1955 – 1958 г. е главен редактор на „Паризиен“, а в периода1958-1996 г. е съветник на издателство „Грасе“.
Като журналист пише за много вестници: литературен критик е за „Литературни новини“ (1960 – 1970), „Пойнт“ (от 1972 г.) филмов критик е за „Експрес“ (1970 – 1972); драматичен критик е във „Фигаро“ (1975 – 1977); репортер-писател е за „Пари мач“ (1962 – 1963). Съгрудничи и на много други френски вестници и списания.
През 1962 г. се жени за художничката Хелен Мюлщайн. За тяхната бурна връзка, белязана от алкохолизъм, разказва в псевдо-автобиографичната книга „Eau-de-feu“ (Огнена вода).
Първият му роман „L'Eau Grise“ е издаден през 1951 г. През 1957 г. е издаден романът му „Le Corps de Diane“ (Тялото на Диан), който през 1969 г. екранизиран в едноименния филм с участието на Жана Моро.
През 1965 г. романът му „Une histoire française“ (Една френска история) печели Голямата награда на Френската академия, през 1970 г. романът му „La crève“ (Изблик) печели наградата „Фемина“, а през 1992 г. наградата „Жан Джоно“ за романа „Le Gardien des ruines“ (Пазителят на руините).
Няколко негови романа са екранизирани във филми и през 1973 г. той е избран за член на журито на филмовия фестивал в Кан.
През 1977 г. е избран за член на Академия „Гонкур“, на която е генерален секретар през 1983 г. и президент в периода 1996 – 2002 г. През 2008 г. подава оставка по здравословни причини. През 1978 г. е един от основателите на Комитета на интелектуалците за Европа на свободите.
През 2002 г. е удостоен с международната литературна премия „Чино дел Лука“ за цялостното си творчество.
В началато на 2000-те се разболява от болестта на Паркинсон, която той нарича „Мис П.“. Франсоа Нурисие умира от усложнения от болестта на 15 февруари 2011 г. в Париж.

## Произведения
- L'Eau Grise (1951)
- Les Orphelins d'Auteuil (1956)
- Le Corps de Diane (1957)
- Bleu comme la nuit (1958)
- Un petit bourgeois (1964)
- Une histoire française (1965) – Голямата награда на Френската академия
- Le Maître de maison (1968)
Домът, изд.: „Народна култура“, София (1977), прев. Любов Драганова
- La crève (1970) – награда „Фемина“
- Allemande (1973)
- L'Empire des nuages (1981)
Империята на облаците, изд.: „Народна култура“, София (1983), прев. Нина Велева
- La Fête des pères (1985)
- Le Gardien des ruines (1992) – награда „Жан Джоно“
- Le Bar de l'escadrille (1997)
- À défaut de génie (2001) – мемоари
- Le prince des berlingots (2003)
- Eau-de-feu (2008) – мемоари

### Екранизации
- 1962 Les ennemis
- 1969 Le corps de Diane
- 1972 Paulina 1880
- 1995 La fête des pères – ТВ филм